# شرشره ۳۹۴۶
سیارک ۳۹۴۶ (به انگلیسی: 3946 Shor، نامگذاری:1983EL2) سه هزار و نهصد و چهل و ششمین سیارک کشف شده‌است که در ۵ مارس ۱۹۸۳ کشف شد.
قدر مطلق سیارک برابر ۱۲٫۱۰ است.